# Aucallama
O Distrito peruano de Aucallama é um dos doze distritos que formam a Província de Huaral, situada na Região de Lima.

## Transporte
O distrito de Aucallama é servido pela seguinte rodovia:
- PE-1N, que liga o distrito de Aguas Verdes (Região de Tumbes) - Ponte Huaquillas/Aguas Verdes (Fronteira Equador-Peru) - e a rodovia equatoriana E50 - à cidade de Lima (Província de Lima)
- PE-20C, que liga o distrito à cidade de Huayllay (Região de Pasco)
- PE-1NA, que liga o distrito à cidade de Ancón (Província de Lima)
- LM-108, que liga a cidade ao distrito de Santa Rosa de Quives
- LM-109, que liga a cidade de Huaral ao distrito de Lampian[2][3][4]